# Расселл, Розалинд
Кэтрин Розалинд Расселл (англ. Catherine Rosalind Russell, 4 июня 1907[…], Уотербери — 28 ноября 1976[…], Беверли-Хиллз, США) — американская актриса, певица, комедиантка и сценаристка. Обладательница премии «Тони» и пяти «Золотых глобусов», а также четырёхкратная номинантка на премию «Оскар».

## Ранние годы
Кэтрин Розалинд Расселл родилась 4 июня 1907 года седьмым ребёнком в семье американо-ирландских католиков. Она обучалась в Католическом колледже Мэрримонт в Тарритауне, а затем в Американской академии драматического искусства в Нью-Йорке.

## Карьера
Свою карьеру Расселл начала в модельном бизнесе, а позже появилась на бродвейской сцене. В начале 1930-х годах она подписала контракт с «MGM» и вскоре появилась во многих её комедиях и драмах. В 1939 году она снялась в комедии Джорджа Кьюкора «Женщины». Это фильм заметно увеличил популярность Розалинд Расселл и закрепил за ней репутацию комедиантки. Её комедийный талант также отчётливо проявился в классической комедии Говарда Хоукса «Его девушка Пятница» (1940), где её коллегой по фильму был Кэри Грант.
За свою актёрскую карьеру актриса четыре раза номинировалась на «Оскар»: в 1942 году за роль в фильме «Моя сестра Эйлин», в 1946 году за «Сестру Кенни», в 1947 году за «Траур к лицу Электре» и в 1958 году за «Тётушку Мэйм». В 1972 году она была удостоена специальной премии «Оскар» — «Гуманитарной награды Джина Хершолта».
Расселл также была очень популярна на Бродвее и в 1953 году получила премию «Тони» за роль в мюзикле «Чудесный город».
В 1950-е и в 1960-е годы она продолжала сниматься в кино, появившись в таких фильма, как «Пикник» (1955), «Величие одного» (1961) и «Цыганка» (1962).
Розалинд Расселл имеет звезду на голливудской «Аллее славы» по Вайн-стрит, 1708.

## Личная жизнь
В октябре 1941 года Расселл вышла замуж за продюсера Фредерика Бриссона. В 1943 году у них родился сын Ланс.
В 1970-е годы у актрисы диагностировали рак груди. Она умерла 28 ноября 1976 года после долгой борьбы с болезнью в возрасте 69 лет. Она похоронена на католическом кладбище в Калвер-Сити, Калифорния.

## Избранная фильмография
| Год  |   | Русское название           | Оригинальное название                                                   | Роль                  |
| ---- | - | -------------------------- | ----------------------------------------------------------------------- | --------------------- |
| 1934 | ф | Забывая про всех других    | Forsaking All Others                                                    | Элеанор               |
| 1935 | ф | Китайские моря             | China Seas                                                              | Сибил Баркли          |
| 1936 | ф | Под двумя флагами          | Under Two Flags                                                         | леди Вениша Каннингем |
| 1938 | ф | Четверо — это банда        | Four’s a Crowd                                                          | Джин Кристи           |
| 1939 | ф | Женщины                    | The Women                                                               | Сильвия Фаулер        |
| 1940 | ф | Его девушка Пятница        | His Girl Friday                                                         | Хильди Джонсон        |
| 1940 | ф | То, что называют любовью   | This Thing Called Love                                                  | Энн Уинтерс           |
| 1941 | ф | Они встретились в Бомбее   | They Met in Bombay                                                      | Аня фон Дюрен         |
| 1942 | ф | Моя сестра Эйлин           | My Sister Eileen                                                        | Рут Шервуд            |
| 1946 | ф | Сестра Кенни               | Sister Kenny                                                            | Элизабет Кенни        |
| 1947 | ф | Траур к лицу Электре       | Mourning Becomes Electra                                                | Лавиния Мэннон        |
| 1948 | ф | Прикосновение бархата      | The Velvet Touch                                                        | Валери Стэнтон        |
| 1958 | ф | Тётушка Мэйм               | Auntie Mame                                                             | Мэйм Деннис           |
| 1961 | ф | Величие одного             | A Majority of One                                                       | Берта Джекоби         |
| 1962 | ф | Цыганка                    | Gypsy                                                                   | Роуз Ховик            |
| 1967 | ф | Папа, папа, бедный папа... | Oh Dad, Poor Dad, Mamma’s Hung You in the Closet and I’m Feelin’ So Sad | мадам Роузпеттл       |

## Награды и номинации
| Награда                        | Год  | Категория                                              | Название работы      | Результат |
| ------------------------------ | ---- | ------------------------------------------------------ | -------------------- | --------- |
| Оскар                          | 1943 | Лучшая женская роль                                    | Моя сестра Эйлин     | Номинация |
| Оскар                          | 1947 | Лучшая женская роль                                    | Сестра Кенни         | Номинация |
| Оскар                          | 1948 | Лучшая женская роль                                    | Траур к лицу Электре | Номинация |
| Оскар                          | 1959 | Лучшая женская роль                                    | Тётушка Мэйм         | Номинация |
| Оскар                          | 1973 | Награда имени Джина Хершолта                           | н/д                  | Победа    |
| Золотой глобус                 | 1947 | Лучшая женская роль в драматическом фильме             | Сестра Кенни         | Победа    |
| Золотой глобус                 | 1948 | Лучшая женская роль в драматическом фильме             | Траур к лицу Электре | Победа    |
| Золотой глобус                 | 1959 | Лучшая женская роль в комедии или мюзикле              | Тётушка Мэйм         | Победа    |
| Золотой глобус                 | 1962 | Лучшая женская роль в комедии или мюзикле              | Величие одного       | Победа    |
| Золотой глобус                 | 1963 | Лучшая женская роль в комедии или мюзикле              | Цыганка              | Победа    |
| BAFTA                          | 1960 | Лучшая иностранная актриса                             | Тётушка Мэйм         | Номинация |
| Премия Гильдии киноактёров США | 1976 | Премия Гильдии киноактёров США за вклад в кинематограф | н/д                  | Победа    |
| Тони                           | 1953 | Лучшая женская роль в мюзикле                          | Чудесный город       | Победа    |
| Тони                           | 1957 | Лучшая женская роль в пьесе                            | Тётушка Мэйм         | Номинация |